# فردریک لانسدیل
فردریک لانسدیل (انگلیسی: Frederick Lonsdale؛ ۵ فوریه ۱۸۸۱ – ۴ آوریل ۱۹۵۴) نمایشنامه‌نویس اهل بریتانیا بود.
از فیلم‌هایی که با اقتباس از اثر وی ساخته شده است، می‌توان به فرشته و آخرین خانم چینی اشاره نمود.